# Championnat de France de football (USFSA)
Pour les articles homonymes, voir Championnat de France de football (homonymie).

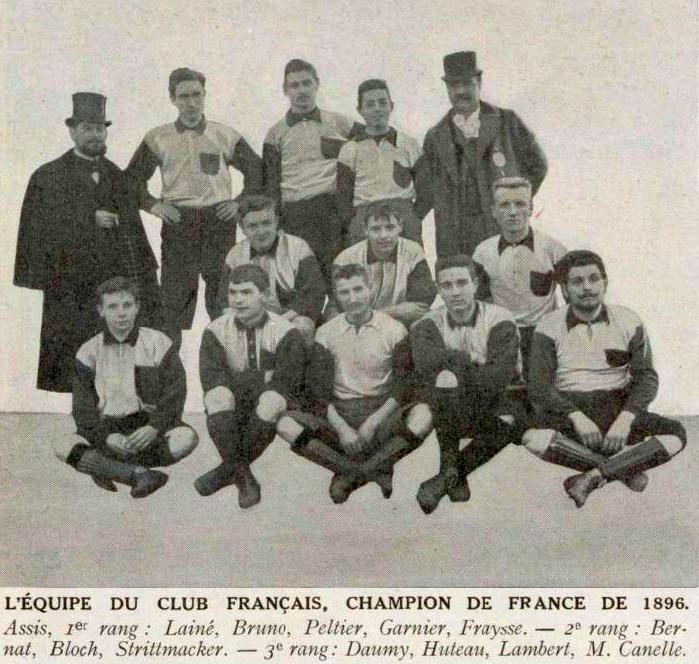
Le Club français, champion de France de football en 1896.

Le championnat de France de football de l'USFSA est une compétition française de football, disputée annuellement entre 1894 et 1914 puis en 1919, et organisée par l'Union des sociétés françaises de sports athlétiques (USFSA).
Ce championnat est la première compétition de football en France. Initiée par des clubs parisiens en 1894, la première édition oppose six clubs de région parisienne et voit la victoire du Standard Athletic Club. La compétition s'ouvre aux clubs provinciaux en 1899, en même temps que l’expansion progressive du football sur l'ensemble du territoire. Elle oppose alors à partir de cette date les différents champions des comités régionaux de l'USFSA en matchs à élimination directe pour s'adjuger le titre de champion de France.
De trois participants en 1899, ce nombre passe à neuf en 1903 et à environ vingt-cinq pour les dernières éditions. Le championnat est interrompu pendant la Première Guerre mondiale et s'arrête en 1919 avec la création de la Fédération française de football association, qui s'empare du monopole de la gérance du football français.
Neuf clubs ont remporté ce championnat de France, les plus titrés étant le Standard Athletic Club et le Racing Club de Roubaix avec cinq victoires. Parmi les joueurs champions, trente ont été sélectionnés en l'équipe de France et un en équipe de Belgique. De nombreux étrangers ont également remportés le championnat, principalement des Britanniques, véhiculaires du jeu et représentés dans la plupart des formations, et des Suisses, avec l'équipe du Stade helvétique de Marseille, triples champion.
La majorité des principaux clubs participants n'existe plus, et le palmarès de la compétition est distinct de ceux organisés par la FFF.

## Historique

### Genèse du championnat (1887-1893)
Les sports de ballon importés du Royaume-Uni sous le nom général de football commencent à se diffuser lentement en France à partir des années 1870. La distinction n'est alors pas toujours évidente entre football rugby (futur rugby à XV) et football association (futur football), le jeu pratiqué étant semble-t-il souvent un mélange des deux sports.
L'Union des sociétés françaises de sports athlétiques (USFSA) est fondée en novembre 1887 à Paris par le Racing Club de France et le Stade français, deux clubs parisiens omnisports fondés respectivement cinq et quatre ans plus tôt. L'Union subit rapidement la concurrence d'une autre fédération, la Ligue de l’Éducation physique, fondée en juin 1888 dans le but d'introduire la pratique du sport dans le milieu scolaire. L'Union, aidé par l'ouverture de la section de rugby du Racing Club de France en 1889, va alors profiter de la popularité naissante du rugby pour reconnaitre ce nouveau sport et prendre l’ascendant sur la Ligue de l’Éducation physique. Le rugby devient alors l'un des sports phares de l'USFSA, qui délaisse totalement le football alors que ce dernier est devenu bien plus populaire que le rugby en Angleterre, notamment car l'USFSA, fidèle à l'amateurisme, est réticente face au football, déjà professionnalisé au Royaume-Uni depuis 1888. Elle ne reconnait pas les sections de football des clubs omnisports, tentant de contenir son développement, mais relate tout de même quelques déroulement de rencontres dans son bulletin officiel, Les Sports athlétiques,.
Le premier club français dont on soit certain qu'il pratiquait le football est fondé à Paris en 1890 sous le nom de Paris Association Football Club, nom choisi pour marquer clairement la différence avec le football rugby. Trois autres clubs de football se forment à Paris en 1891, l'International Athletic Club (qui pratiquait toutefois majoritairement le rugby), les White Rovers et le Gordon Football Club, à partir duquel nait le Standard Athletic Club en 1892, peu avant la fondation du Club français. Ces derniers s'affrontent plusieurs fois lors de la saison 1892-1893, mais l'USFSA n'organise aucune compétition officielle.

### Débuts du championnat à Paris (1893-1898)
| Édition | Vainqueur           |
| ------- | ------------------- |
| 1894    | Standard AC (1/5)   |
| 1895    | Standard AC (2/5)   |
| 1896    | Club français (1/1) |
| 1897    | Standard AC (3/5)   |
| 1898    | Standard AC (4/5)   |

Malgré le développement du football à Paris et la présence de six clubs au début de la saison 1893-1894, l'USFSA ne légitime toujours pas ce sport. Aucun club de football n'est ainsi ni affilié ni reconnu à l'USFSA, à l'exception du Cercle pédestre d'Asnières, à l'origine club d'athlétisme et donc affilié, avant de se mettre au football pour la saison 1893-1894. Délaissés par l'Union, les dirigeants des White Rovers, du Standard Athletic Club et du Club français envisagent alors de fonder une ligue de football indépendante, ce qui force l'Union a réagir, celle-ci craignant de perdre son monopole sur la pratique sportive,. Grâce à l’appui de M. Delhumeau, à la fois membre du CP Asnières et du Conseil de l'Union, et de M. Palisseaux, directeur du journal officiel, Les Sports athlétiques, l'USFSA finit par reconnaître le football et promet l'organisation d'un championnat officiel en fin de saison, championnat qui sera toutefois géré par la Commission de rugby.

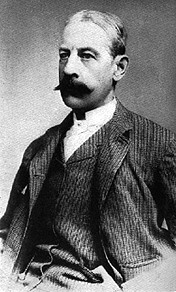
James Bennett dote le championnat d'une coupe à son nom.

La première édition du championnat de France ne regroupe que six clubs, tous de région parisienne. Le tournoi, joué par élimination directe, voit s'affronter en finale les deux grands favoris, les White Rovers et le Standard AC. Les deux capitaines se mettent d'accord pour qu'un joueur du Club français arbitre la rencontre, qui se terminent sur le score de 2-2. La rencontre est donc rejouée le dimanche 6 mai 1894 à Courbevoie ; « déroutant tous les  pronostics », le Standard AC se défait des White Rovers par 2-0 et enlève le premier titre de champion de France de football,. Tous les joueurs de cette première finale sont des Britanniques résidant en France, à l'exception du demi gauche du Standard, le français Leguillard. En octobre 1894, le football gagne son indépendance avec la création par l'Union d'une Commission de football chargé de gérer le tournoi, qui est de plus doté à partir de 1895 d'une coupe d'une valeur de 1 250 francs, don de l'homme de presse James Gordon Bennett. Remise en jeu chaque année, elle porte l'inscription « U.S.F.S.A. New York Herald-Challenge Cup offerte par M. James Gordon-Bennett pour le championnat de Football-Association »,,
Après une nouvelle victoire du Standard AC lors de l'édition 1895, la compétition passe à une formule de championnat pour l'édition 1896, sous l'influence de l'Anglais Neville Tunmer, joueur du Standard AC et membre de la commission, qui souhaite faire adopter le modèle du championnat d'Angleterre. Neuf clubs s'affrontent entre janvier et avril, se rencontrant une seule fois sur terrain neutre. Alors que le Standard AC et les White Rovers comptent encore se disputer le titre, le Club français vient cette fois s'immiscer dans la course au titre. Il prend la tête le 23 février après une victoire sur les White Rovers par 4-1, puis conserve la première place en remportant tous ses matchs. L'équipe compte dix Français et un Belge. Pour la première fois, des Français s'imposent dans ce sport britannique, ouvrant la voie vers l'expansion du football en France,.

Équipes le jour de la finale du championnat de France 1898
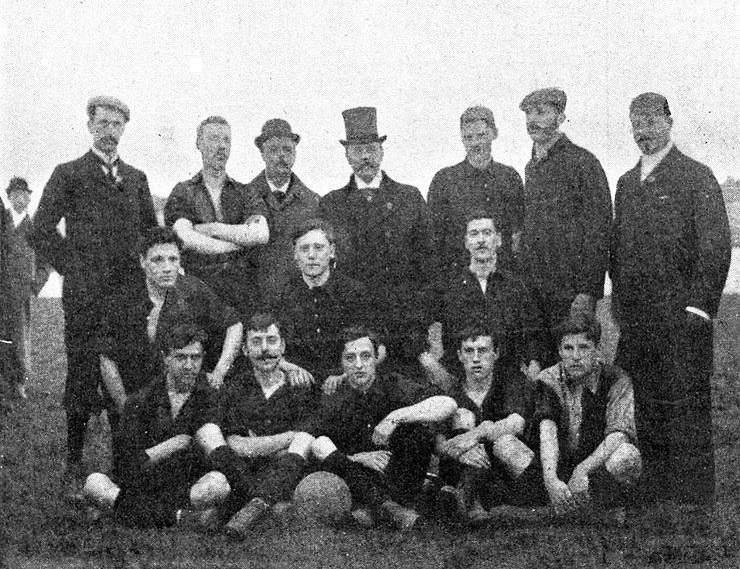
Équipe du Standard AC
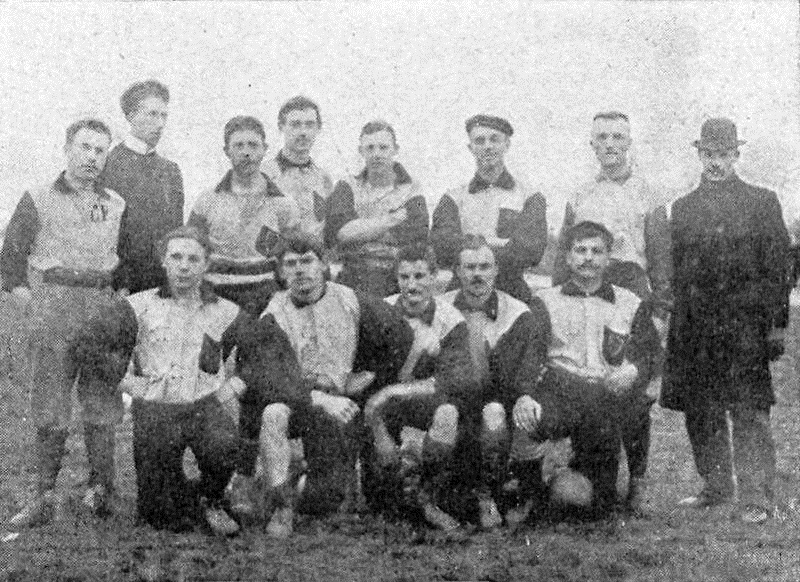
Équipe du Club français

Les deux éditions suivantes, le Club français se mêle de nouveau à la course au titre, mais le Standard AC reste impérial et remporte ses troisième et quatrième titres,,. Le football prend alors de l’ampleur. Devant l'augmentation du nombre de clubs, une seconde division est mise en place pour la saison 1896-1897, tandis que le secrétaire général de l'USFSA écrit dans son rapport du 2 février 1897 qu'il y a déjà une trentaine de clubs de football tant à Paris qu'en province. La Vie au grand air du 15 avril 1898 commente même que « le football association, assez récemment introduit en France, menace déjà d'y détrôner le football rugby ».

### Ouverture aux clubs provinciaux (1898-1901)
| Édition | Vainqueur         |
| ------- | ----------------- |
| 1899    | Le Havre AC (1/3) |
| 1900    | Le Havre AC (2/3) |
| 1901    | Standard AC (5/5) |

Le championnat de France, jusqu'alors exclusivement parisien, change de formule pour l'édition 1899. L'USFSA décrète que pour être nationale, la compétition doit s'ouvrir à la province ; le championnat se disputera dès lors en fin de saison entre chaque champion régional.
Trois équipes sont invitées à participer à la compétition. Le Club français, champion de Paris, l'Iris Club lillois, champion du Nord, et Le Havre Athletic Club, pourtant non champion car le comité de Normandie n'existe pas encore. L'IC lillois et Le Havre AC devaient s'affronter lors du premier tour au Parc des Princes le 15 avril 1899, mais le match n'aura jamais lieu, car le ballon du match a été perdu. Le temps d'en trouver un autre, le terrain est occupé par des joueurs de hockey sur gazon. La rencontre est reportée à Amiens, mais les Lillois, grippés, déclarent forfait. La finale n'aura pas non plus lieu. Le Club français refuse de jouer contre Le Havre AC, qui n'est pas champion régional et qui s'est de surcroit qualifié sans jouer, notamment car selon La Vie au grand air, le club, « qui vient de faire une saison très dure, refuse de risquer sa réputation dans une rencontre dont le succès ne peut l'augmenter ». De plus, les règles initiales du trophée James Gordon Bennett stipulent que la coupe ne doit pas quitter Paris. Qu'importe, l'USFSA considère que les Parisiens déclarent forfait, et proclament les Havrais champions de France, bien qu'ils n'aient joués aucun match.

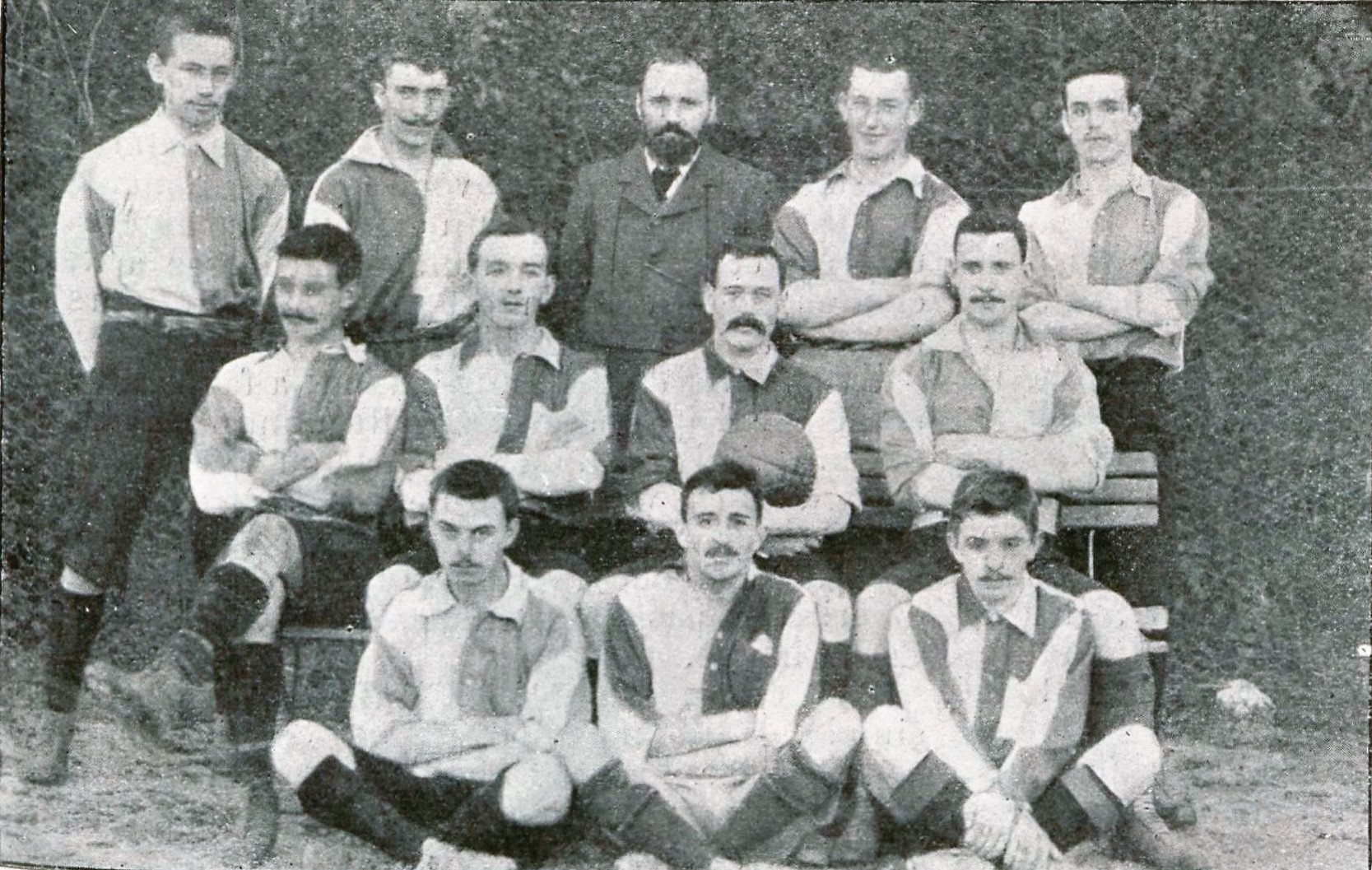
Équipe du Le Havre AC championne sans jouer en 1899
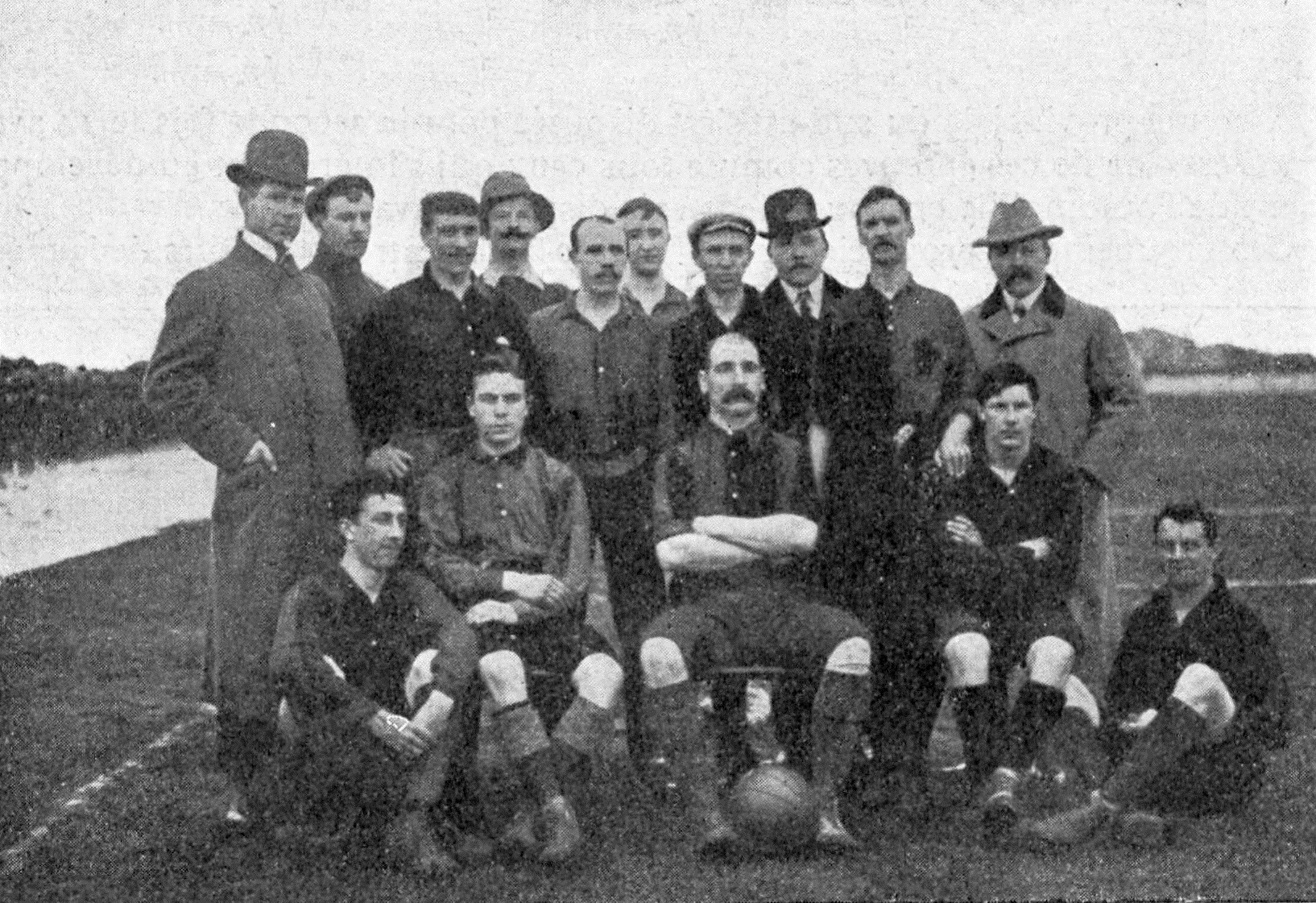
Équipe du Standard AC championne en 1901
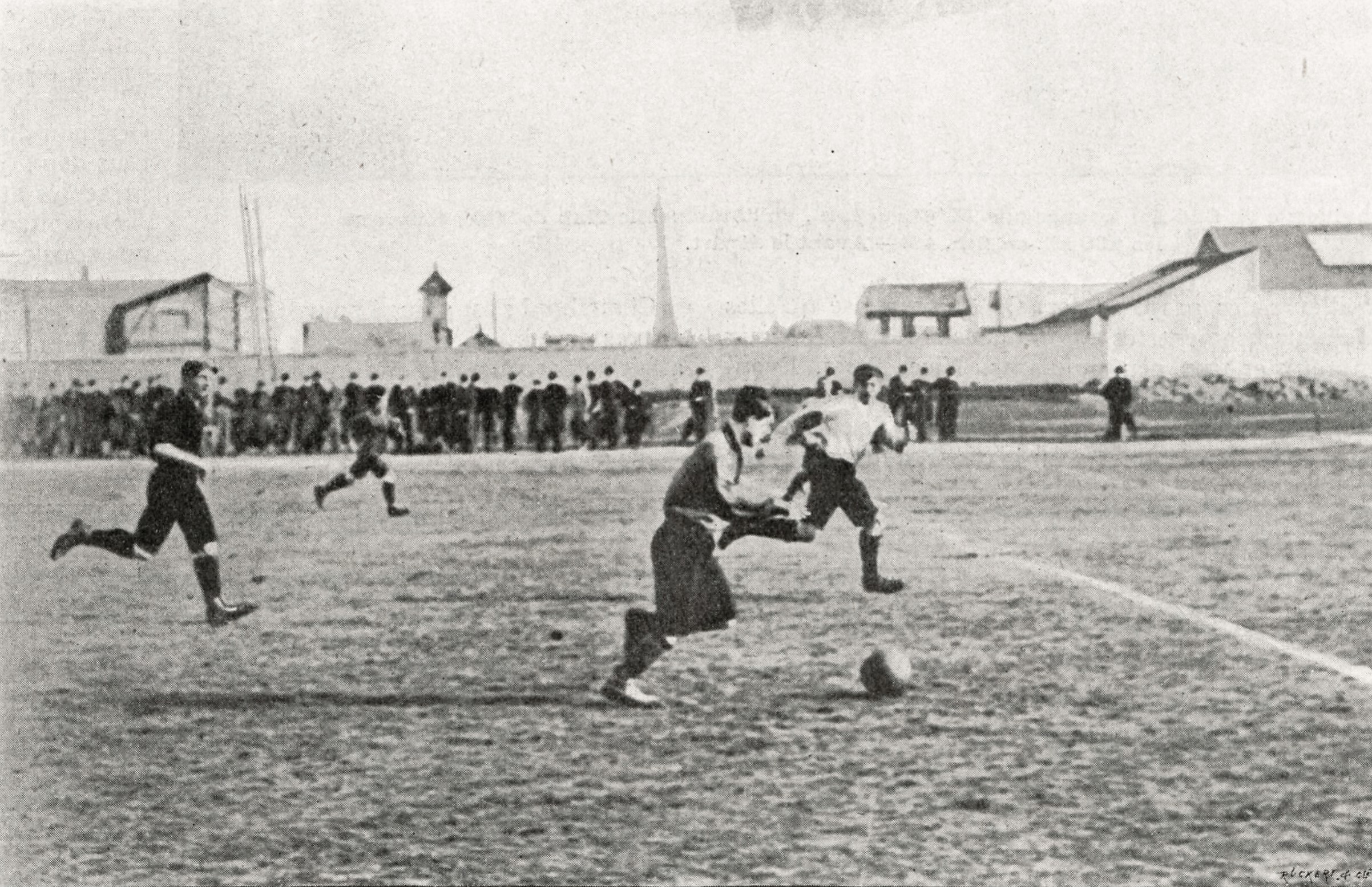
Action de jeu lors du premier match de la finale de 1901 entre Le Havre AC et le Standard AC le 14 avril 1901

Le championnat 1900 est reconduit selon la même formule. Le Havre AC se défait de l'US tourquennoise par 4-1 et se qualifie pour la finale contre le Club français. Cette fois-ci, les Clubistes acceptent de relever le défi. Le match a lieu le 6 mai 1900 à Courbevoie. Le Havre AC, composé majoritairement de Britanniques, s'impose 1-0 et devient champion de France, cette fois-ci sur le terrain. L'édition suivante réunit de nouveau les champions de Paris, de Normandie et du Nord. La finale oppose Le Havre AC au Standard AC, dans une finale entre britanniques. Après un match nul à Courbevoie, les deux clubs se retrouvent au stade de Sanvic, le terrain des Havrais, pour la première finale de championnat de France jouée en province. Le Standard AC s'impose par 6-1 et obtient son cinquième et dernier titre de champion de France,.

### Domination du RC Roubaix (1901-1908)
| Édition | Vainqueur         |
| ------- | ----------------- |
| 1902    | RC Roubaix (1/5)  |
| 1903    | RC Roubaix (2/5)  |
| 1904    | RC Roubaix (3/5)  |
| 1905    | Gallia Club (1/1) |
| 1906    | RC Roubaix (4/5)  |
| 1907    | RC France (1/1)   |
| 1908    | RC Roubaix (5/5)  |

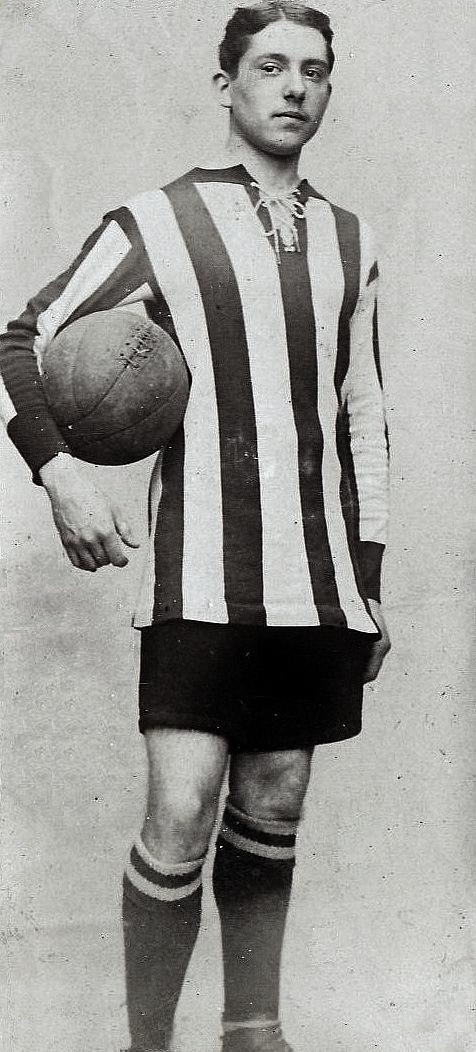
Émile Sartorius remporte cinq titres de champion de France avec le RC Roubaix entre 1902 et 1908.

Le championnat de France de l'USFSA prend son envol en ce début du XXe siècle, coïncidant avec l'augmentation du nombre de Comité régionaux. De trois participants au championnat de France en 1901, on passe à quatre en 1902, neuf en 1903, treize en 1905 et dix-huit en 1908. La compétition continue d'être jouée en fin de saison entre chaque champion régional, en tournoi à élimination directe. Entre 1902 et 1908, alors que le football se développe dans toute la France, la finale du championnat va systématiquement opposer le champion du Nord au champion de Paris.
La finale de l'édition 1902 met aux prises le 20 avril le Racing Club de France au Racing Club de Roubaix à Bécon les Bruyères. Elle accouche d'un match d'anthologie. Les deux équipes terminent la rencontre à 3-3, et il est prévu de disputer des prolongations de vingt minutes jusqu'à ce qu'une équipe prenne l'avantage. Dans la troisième prolongation, Peacock finit par marquer pour les Roubaisiens, qui enlèvent le titre au bout d'un match interminable de 2 h 30. L'édition suivante se termine par la même finale, et par une nouvelle victoire du RC Roubaix, par 3-1. En 1904, les Roubaisiens remportent leur troisième titre consécutif, 4-2 face à l'United Sports Club, démontrant qu'il faudra désormais compter avec le football nordiste.

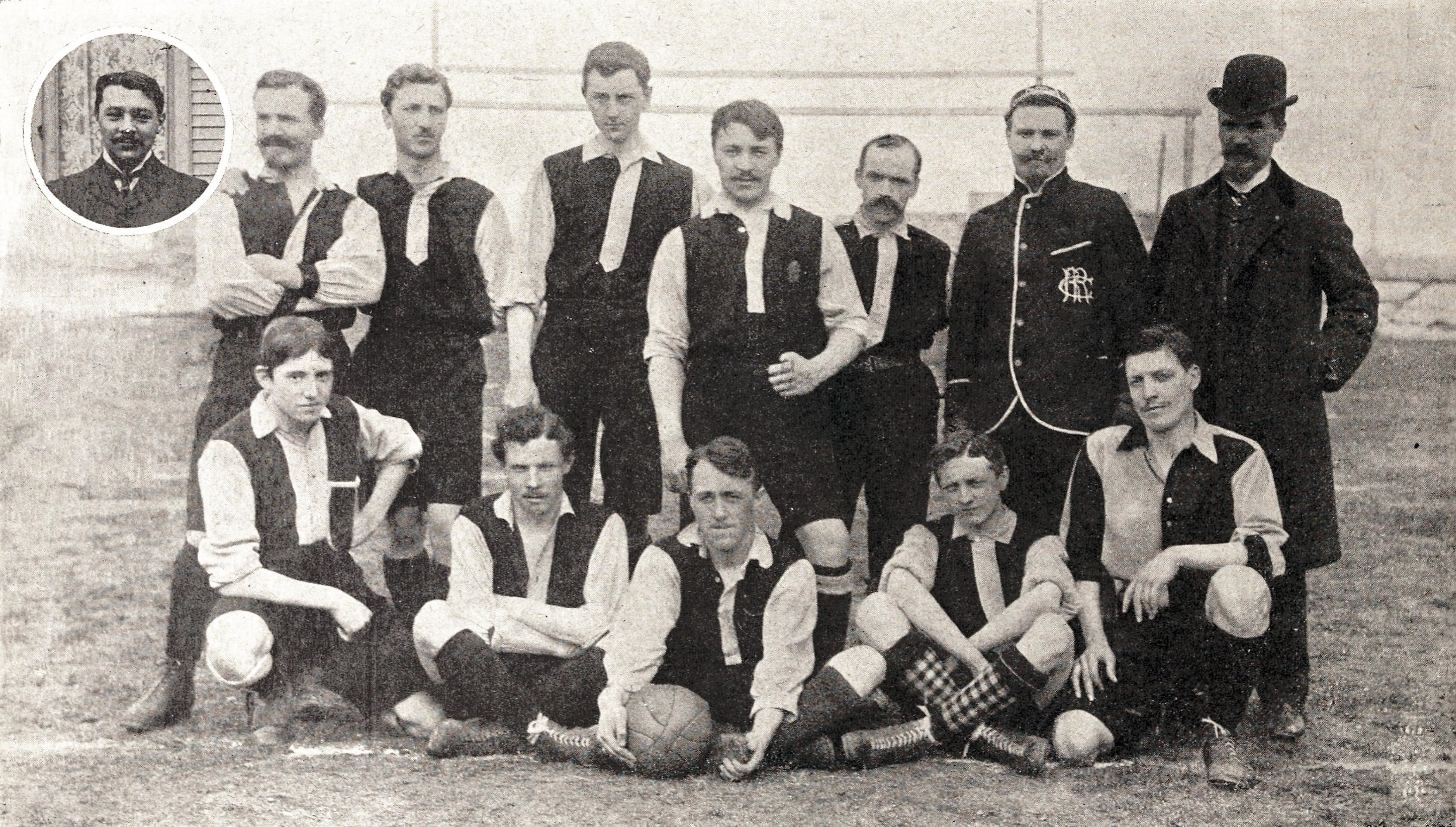
Équipe du Racing Club roubaisien championne en 1902

Les Parisiens du Gallia Club récupèrent le titre au RC Roubaix le 16 avril édition 1905. Une nouvelle fois, on a recours à deux prolongations de trente minutes pour départager les équipes. Le Gallia finit par l'emporter 1-0 après 2 h 30 de match, malgré une domination roubaisienne. André Billy, vice-président de l'USFSA, s'inspire de cette rivalité pour proposer l'organisation d'une rencontre annuelle entre une sélection de Paris et une sélection du Nord. La première rencontre de ce type a lieu le 7 janvier 1906 et se solde par une victoire de Paris sur le Nord par 3-0. Néanmoins, les Nordistes en profitent pour se faire repérer par les sélectionneurs de l'équipe de France et gagner leurs galons d'internationaux. Quatre mois plus tard, en finale du championnat, les rôles s'inversent. Le RC Roubaix se défait du tout récent Cercle athlétique de Paris par 4-1.
Le RC France et le RC Roubaix se retrouvent pour la troisième fois en finale lors de l'édition 1907. Cette fois-ci, la rencontre tourne à l'avantage des Parisiens, qui l'emportent par 3-2. Il s'agit de la dernière victoire d'un club parisien dans la compétition. Les Racingmen des deux camps s'opposent une quatrième et dernière fois en finale dès la saison suivante. Les Roubaisiens reprennent leur titre grâce à une victoire 2-1. Avec ce cinquième titre, le RC Roubaix rejoint le Standard AC au palmarès. Paradoxalement, ce dernier succès signe la fin de la domination roubaisienne sur le championnat de France. Ils ne remporteront plus de titre de champion du Nord, ne se qualifiant plus pour le championnat national.

### Mainmise des clubs nordistes et méditerranéens (1908-1914)
| Édition | Vainqueur               |
| ------- | ----------------------- |
| 1909    | Stade helvétique (1/3)  |
| 1910    | US tourquennoise (1/1)  |
| 1911    | Stade helvétique (2/3)  |
| 1912    | Stade raphaëlois (1/1)  |
| 1913    | Stade helvétique (3/3)  |
| 1914    | Olympique lillois (1/1) |

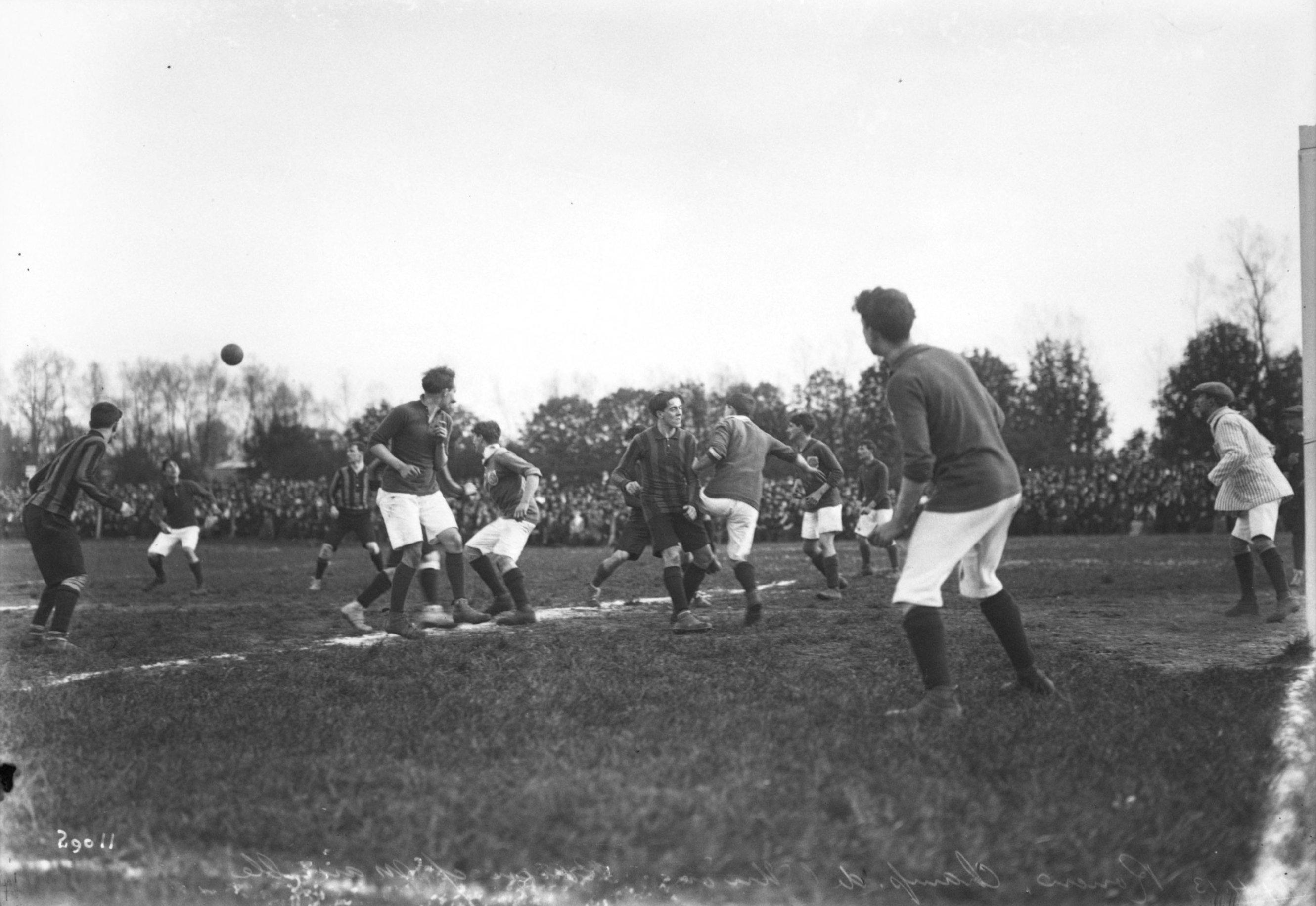
La finale de l'édition 1913 oppose le FC Rouen au Stade helvétique.

Alors que le championnat n'avait été remporté jusqu'à présent que par des clubs de Paris, du Nord et de Normandie, les années 1910 permettent d'assister à l'éclosion des clubs méditerranéens.
Le Stade helvétique, le club de la communauté suisse de Marseille, remporte trois fois le championnat, en 1909, 1911 et 1913. Lors de l'édition 1909, le Stade helvétique se qualifie pour la finale face au Cercle athlétique de Paris, en bénéficiant notamment du forfait de ses adversaires en huitième de finale et en demi-finale. Les Marseillais remportent le match par 3-2, malgré les six internationaux français du CA Paris, qui échoue pour la deuxième fois en finale après 1906. La victoire d'un club composé d'étrangers est accueilli négativement par la presse, dans des commentaires parfois teintés de racisme. Si Le Petit Parisien se contente d'un « résultat bizarre qui donne le titre de champion à un club étranger », La Vie au grand air est plus virulent, parlant d'une « aimable plaisanterie » sur le fait que « les onze champions de France sont Suisses, Suisses allemands même ». Seul Le Matin tempère ses propos, concédant qu'il puisse paraître « choquant que des joueurs étrangers puissent se glorifier d'un titre qui devrait être réservé aux jeunes gens nés en France », mais arguant du fait que la présence d'étrangers de meilleur niveau que les joueurs français soit en réalité bénéfique pour le développement de ce sport en France.
Les Marseillais rééditent leur performance deux ans plus tard, en battant en finale le Racing Club de France par 3-2. La rencontre se tient pour l'occasion à Marseille sur le terrain du Stade helvétique, pour ce est la seule finale du championnat de France jouée dans le Sud de la France. Cette fois-ci, le club aligne dix Suisses et un Français, mais La Vie au grand air continue de désapprouver la situation, en réclament qu'à l'instar de la Fédération italienne, le règlement de la compétition soit modifié pour n'accepter que les équipes composées d'une majorité de joueurs français,. Les poteaux sont l'autre attraction du match ; le Racing dépose une réclamation classée sans suite car ceux-ci ne sont pas fixés de manière réglementaire, la barre transversale n'étant posée au dessus des poteaux. Le troisième titre du Stade helvétique est acquis en 1913 sur le terrain du Football Club rouennais devant environ 6000 spectateurs, l'unique but du match étant marqué en prolongation par Mouren, l'un des deux seuls Français de l'équipe, composée de neuf étrangers, ce que ne manque pas une nouvelle fois de faire remarquer la presse,,.

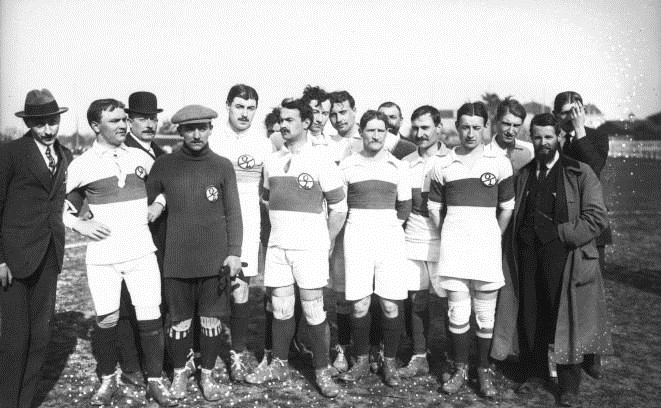
L'Olympique lillois, ici en finale du Trophée de France 1914, remporte le dernier championnat en 1914.

Ces succès des Hélvéto-marseillais sont entrecoupés par la victoire du champion de Côte d'Azur, le Stade raphaëlois, en 1912, qui élimine deux anciens vainqueurs, le Stade helvétique en huitième de finale puis l'Union sportive tourquennoise en demi-finale avant de remporter la finale contre les Parisiens de l'Association sportive française par 2-1 après deux prolongations, dans un match jugé de faible qualité,. L'équipe étant composée de quatre Français et de sept Anglais, les remarques désormais de mises sur la présence d'étrangers dans les équipes françaises amène même L'Ouest-Éclair à juger que l'AS française est la « gagnante morale du championnat ».
Malgré ces titres des clubs méditerranéens, les clubs nordistes continuent aussi d'assoir leur domination sur le football hexagonal sur cette période. Après les cinq succès du Racing Club de Roubaix, l'Union sportive tourquennoise décroche le titre lors de l'édition 1910, en infligeant à Paris au Parc des Princes un 7-2 au Stade helvétique en finale, alors que le score était de 2-2 à la mi-temps. Les spectateurs locaux, qui ont pris fait et cause pour les Nordistes, envahissent le terrain quelques minutes avant la fin du match, qui reprend finalement après que le terrain a été évacué,. Enfin, en 1914, l'Olympique lillois, composée de dix Français et un Belge, s'empare du dernier titre de champion de France décerné par l'USFSA avant le déclenchement de la Première Guerre mondiale en battant nettement l'Olympique de Cette en finale par 3-0. La presse se satisfait de cette victoire d'une équipe « française », le championnat ayant été gagné depuis quelques années par « beaucoup de Suisses, pas mal d'Anglais et fort peu de Français »,.

### Compétitions de guerre et dernier championnat (1914-1919)
| Édition | Vainqueur         |
| ------- | ----------------- |
| 1919    | Le Havre AC (3/3) |

Pendant la Première Guerre mondiale, l'USFSA parvient tout de même à mettre en place deux compétitions de football : une Coupe nationale, jouée sous de forme de championnat par des clubs parisiens, et une Coupe des Alliés, ouverte aux clubs de toutes les fédérations. Le Ministère de la Guerre sollicite même l'USFSA pour qu'elle demande aux dirigeants des clubs de reconstituer au plus vite leurs équipes de football après la mobilisation, qui a pour effet de renouveler presque totalement les effectifs des équipes fin 1914.
En 1915, la Coupe nationale oppose en mars quatre clubs parisiens en tournoi toutes rondes : le Club athlétique de la Société Générale, la Légion Saint-Michel, le Club athlétique d'Enghien et le Club français. La compétition, qui n'a de nationale que le nom, est remportée par le CA Société Générale,,,,. La première Coupe des Alliés met aux prises en finale le CA Société Générale, club de l'USFSA, à un club de la Ligue de football association, récente fédération parisienne, représentée par le Cercle athlétique de Paris. Le CA Société Générale l'emporte par 3-2, s'imposant dans les deux compétitions.
Le CA Société Générale continue de dominer les compétitions de guerre de l'USFSA. Il remporte de nouveau la Coupe nationale et la Coupe des Alliés en 1916 et en 1917,. Il semblerait que la Coupe nationale passe en format à élimination directe en 1916, la finale cette année là opposant le CA Société Générale et l'Association sportive française. La finale de la Coupe des Alliés 1916 témoigne du total amateurisme dans lequel est joué le football à cette époque. Elle oppose le CA Société Générale au Red Star Amical Club le 9 avril. La rencontre se termine sur le score de 1-1. L'arbitre accorde une prolongation, mais le Red Star refuse, sous prétexte que les règlements de la Coupe d'Angleterre stipule qu'une finale se terminant sur un match nul doit être rejouée, et que plusieurs de ses joueurs doivent retourner travailler dans leur usine de munitions. Le CASG fait constater un forfait, et l'arbitre lui accorde la victoire,,. En finale de la Coupe des Alliés 1917, le CASG se défait du Football Club lyonnais par 4-1, malgré de multiples occasions lyonnaises.
La Coupe nationale 1918 est remportée par Le Havre Athletic Club, 3-2 en finale face au Club sportif des Terreaux. En demi-finale, le club havrais s'était qualifié sur un forfait du Stade rennais université club, ce dernier refusant de jouer la rencontre au Havre plutôt que sur terrain neutre, comme l'avait décidé la commission centrale de l'USFSA. Un mois plus tard, le Stade rennais quitte l'USFSA pour rejoindre la Ligue de football association, entraînant avec lui de nombreux autres clubs bretons. Le championnat de France reprend une dernière fois en 1919. Le Havre AC remporte le dernier titre de cette compétition en battant l'Olympique de Marseille par 4-1.

## Organisation

### L'USFSA face aux autres fédérations

#### Un championnat parmi d'autres
Même si elle est d'abord réticente à la pratique du football, l'USFSA, fédération omnisports, est, en 1894, la première fédération française à reconnaitre ce sport. Rapidement, d'autres fédérations vont aussi s’y intéresser. Paradoxalement, le vélo participe au développement du football en France, avec la création d'un championnat regroupant une quinzaine de clubs par la Fédération Cycliste Amateur, créée par des dissidents de l'Union vélocipédique de France (UVF) qui n'acceptaient pas le professionnalisme qui s'y pratiquait.

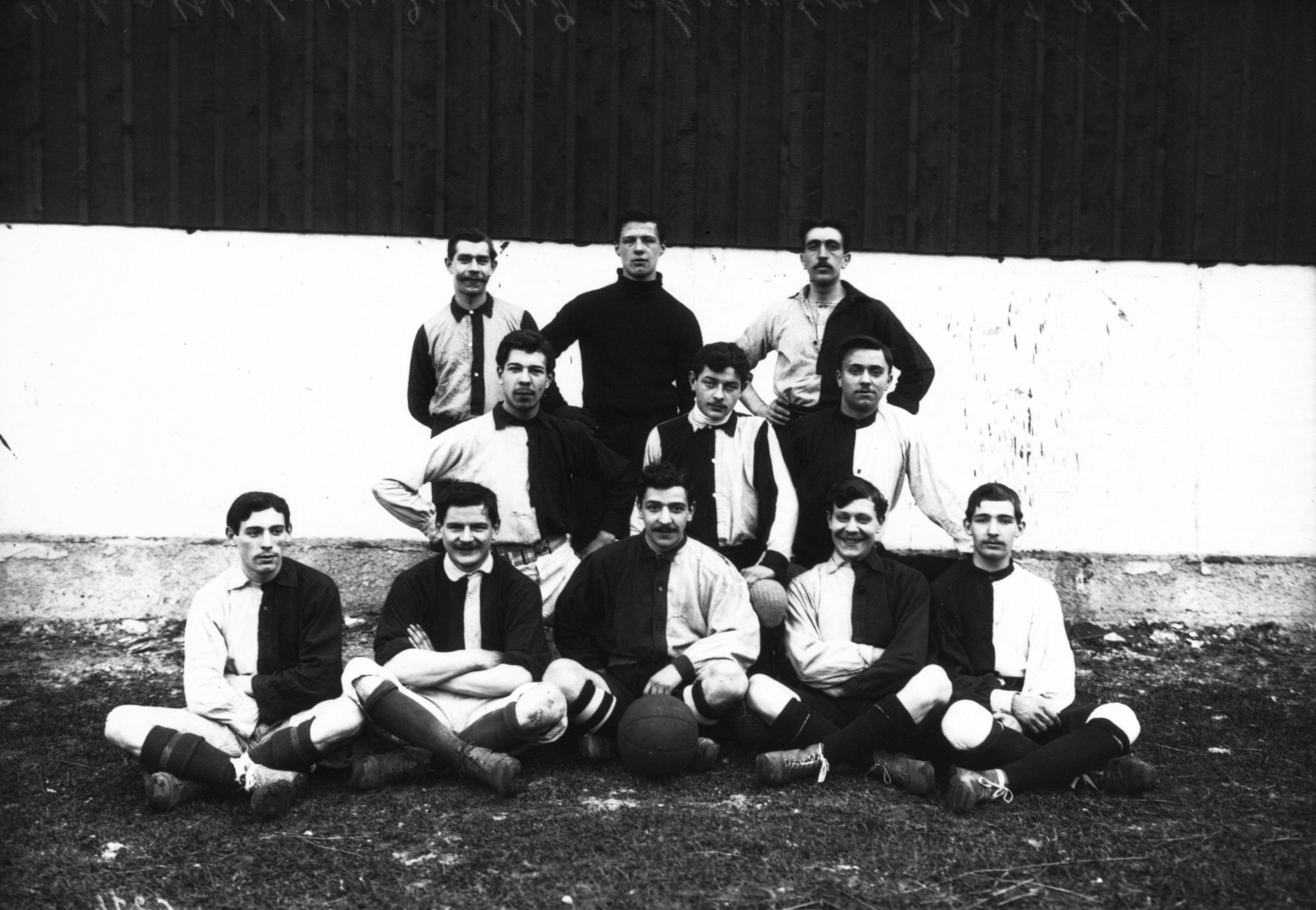
Le Club athlétique du Sud remporte le championnat de la FSAPF en 1907.

En 1897, la Fédération des Sociétés athlétiques de France (FSAF) met sur pieds son propre championnat, pour récupérer les membres de l'USFSA exclus pour avoir enfreint la règle de l’amateurisme. Cette fédération souhaite instaurer le professionnalisme, tandis que l'USFSA reste intransigeante et maintient l'amateurisme dans ses rangs. Un accord important a finalement lieu le 29 janvier 1906. Les deux fédérations signent un traité dans lequel l'USFSA délègue ses pouvoirs en ce qui concerne le sport professionnel à la FSAF, qui prend le nom de Fédération des Sociétés Athlétiques Professionnelles de France (FSAPF). Dès la première édition du championnat professionnel en 1907, la presse est dithyrambique quant à l'annonce de la finale, qui voit la victoire du Club athlétique du Sud sur le Football Club de Paris par 2-0. Le championnat perdure jusqu'en 1914 et ne reprend pas après la guerre. Néanmoins, il semblerait que les rémunérations des membres de la FSAPF soient davantage un remboursement des frais de déplacement qu'un véritable salaire. La Fédération cycliste et athlétique de France (FCAF) décide en 1902 d'élargir ses activités au football pour occuper la morte-saison du cyclisme, et pour tenter de récupérer les sportifs de l'USFSA lésés par le traité passé entre l'USFSA et l'UVF, qui donne le monopole des sports athlétiques à la première fédération et le monopole du cyclisme à la seconde. La FCAF établit alors son championnat de 1904 à 1914.
L'USFSA va surtout se confronter aux patronages, qui introduisent la gymnastique dans leurs activités, puis le football. À Paris, le patronage de Saint-Honoré-d'Eylau fonde en 1898 l'Étoile des Deux Lacs, futur plus grand club de patronage de France. Dans la foulée, Paul Michaux fonde la Fédération gymnastique et sportive des patronages de France (FGSPF). Elle instaure aussi en 1901 un championnat. Le 14 avril 1901, en plein débat sur l'association loi de 1901, neuf équipes parisiennes s'affrontent toute la journée pour le premier tournoi de football catholique. Ce nombre passe à 64 équipes engagées dès 1906, concurrençant l'USFSA,.
Malgré l'intégration du football dans la plupart des fédérations, il reste tout de même majoritairement administré par l'USFSA. Ainsi, en 1906, dans le département de la Seine, l'USFSA compte 40 clubs, la FGSPF 25 clubs, la FSAF 10 clubs et la FCAF 6 clubs.

#### Tensions entre fédérations

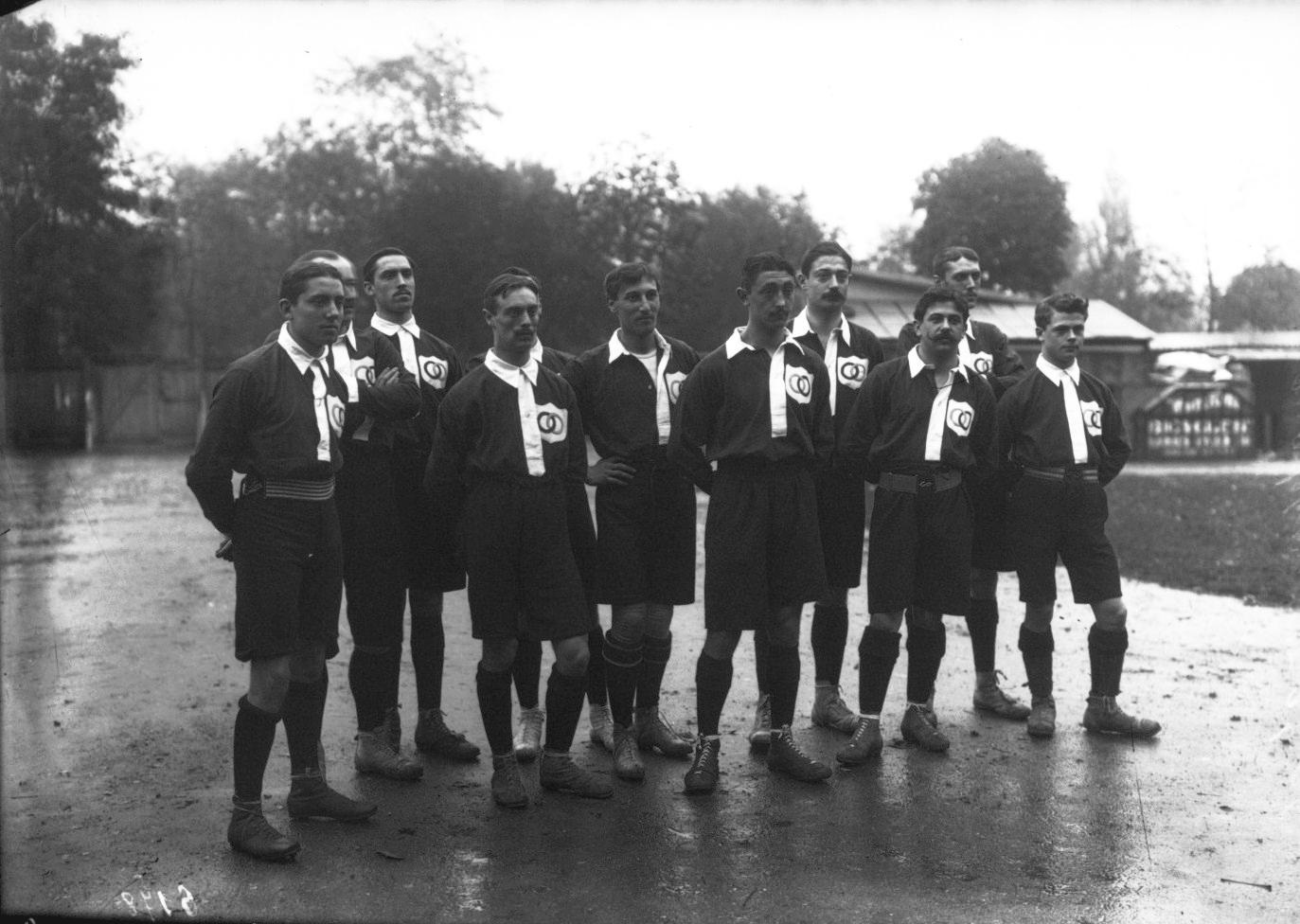
L'USFSA gère l'équipe de France jusqu'en 1908 avant d'être contrainte de passer la main au CFI. Ici l'équipe qui affronte l'Angleterre amateur en 1906.

En 1906, environ 10 000 personnes pratiquent le football au sein des différentes fédérations. En pleine vague anticléricale due à la loi de séparation des Églises et de l'État adoptée le 9 décembre 1905, les relations entre l'USFSA et la FGSPF deviennent particulièrement tendues. Le 28 mai 1905, l'Étoile des Deux Lacs, le club phare de la FGSPF, domine le Gallia Club, championnat de France en titre de l'USFSA, par 2-1 en match amical. Devant l'affront, l'USFSA interdit à ses clubs de rencontrer ceux de la FGSPF. Le 22 octobre 1906, l'USFSA refuse d'affilier un patronage pourtant décidé « à maintenir hors de son programme toute question politique ou religieuse ». Le 20 janvier 1907, la FGSPF organise un match entre une sélection nationale de la FGSPF, alors que l'équipe de France est gérée par l'USFSA, et le North London Amateur FC. La sélection s'impose 4-3 devant une assistance nombreuse. Le match est quelconque, mais cette victoire, rare à l'époque sur un club anglais, connait un fort retentissement. Elle encourage Charles Simon à prendre conscience de la valeur du football des patronages et à aller définitivement au conflit avec l'USFSA.

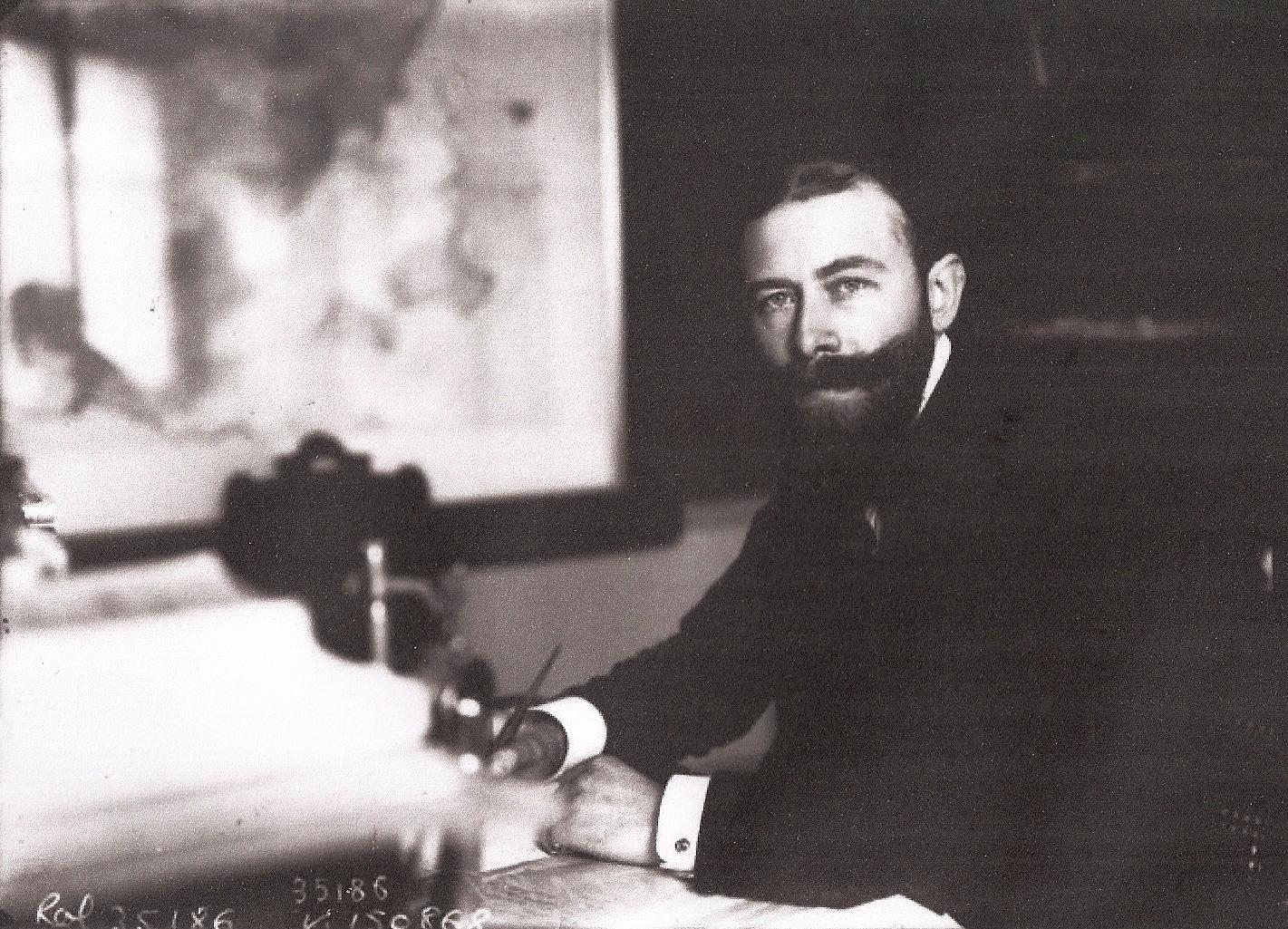
Charles Simon crée le CFI en 1907 pour s'opposer à l'USFSA.

Dans la foulée, pour s'opposer à l'USFSA, Charles Simon crée le 23 mars 1907 une confédération qui regroupe alors la FGSPF, la Fédération Cycliste Amateur de France (FCAF), la Fédération athlétique Amateur (FAA), la Fédération cycliste et athlétique de Lyon et du Sud-Est (FCALSE) et la Fédération athlétique du Sud-Ouest (FASO). Elle prend le nom de Comité français interfédéral (CFI) et organise le Trophée de France, sorte de championnat de France commun auquel participe toutes les fédérations sauf l'USFSA. Le 7 juin 1908, l'USFSA, qui représente seule le football français auprès de la FIFA, en démissionne en solidarité avec la fédération anglaise de l'Amateur Football Association qui s'en est vu refuser l'accès. Le CFI en profite pour déposer sa candidature le 13 février 1909, qui est étudiée puis validée le 18 mai 1910. Charles Simon tient sa revanche sur l'USFSA. Le CFI est désormais seul habilité à gérer l'équipe de France et à organiser des rencontres internationales pour ses clubs. L'affiliation du CFI à la FIFA est une catastrophe pour les principaux clubs parisiens, adhérents à l'USFSA, dont la fin des rencontres internationales signifie la pertes de leurs plus grosses recettes. Quatre clubs parisiens, le Cercle athlétique de Paris, le Red Star Amical Club, l'Union sportive suisse et Paris Star fondent la Ligue de Football Association, premier organisme autonome du football français. La LFA établit de suite son propre championnat et adhère au CFI. Dès 1911, elle compte 36 clubs. Résignée, l'USFSA finit par adhérer au CFI et à faire participer ses clubs au Trophée de France à partir de 1913.

### Autres compétitions nationales et européennes
Le CFI organise à partir de 1907 le Trophée de France, compétition à laquelle l'USFSA inscrit son champion à partir de 1913. Pour le Trophée de France 1913, le Stade helvétique de Marseille, champion de France 1913 déclare forfait. Il est remplacé par le vice-champion, le FC rouennais, qui se fait éliminer en demi-finale par la Vie au Grand Air du Médoc, champion de France de la FCAF, sur le score de 2-1[réf. nécessaire]. L'Olympique lillois remporte ensuite le Trophée de France 1914, en battant le Football étoile club de Levallois, champion de la Ligue de Football Association, par 4-1 en demi-finale, puis en finale la VGA Médoc sur le même score. Il n'existe pas à l'époque de compétitions européennes. Les clubs champion de France de l'USFSA ne sont donc qualifiés pour aucune compétition européenne.
Feuilles de match des clubs de l'USFSA en Trophée de France :
| Demi-finale 1913 | Vie au Grand Air du Médoc (FCAF)                                                                                       | 2 - 1   | FC rouennais (USFSA)                                                                          |                               |                               |
| 12 mai 1913      | W. Clark ? · Martin ?                                                                                                  |         | ? Cousinard                                                                                   | Arcueil Arbitrage : F. Decaen | Arcueil Arbitrage : F. Decaen |
| 12 mai 1913      | Marcé - M. Groselle, R. Groselle - Ed. Gasqueton, A.H. Clark, Moreau - Et. Gasqueton, Martin, Dupeyron, W. Clark, Sena | Équipes | Cousinard - Decoty, Millar - Pestre, Mullet, Montreuil - Legrain, Ramsay, Dunford, Duboc, Ami | Arcueil Arbitrage : F. Decaen | Arcueil Arbitrage : F. Decaen |

| Demi-finale 1914 | Olympique lillois (USFSA)                                                                            | 4 - 1   | FEC Levallois (LFA)                                                                                                   |                               |                               |
| 19 avril 1914    | Eloy ? · Chandelier ? · Six ?                                                                        |         | ? M. Gastiger | Roubaix Arbitrage : G. Jandin | Roubaix Arbitrage : G. Jandin |
| 19 avril 1914    | Carpentier - Degouve, Jouvel - Gravelines, Ducret, Montagne - Vignoli, Six, Eloy, Chandelier, Mollet | Équipes | Delbouscas - Vilette, P. Romano - Petitjean, Barreau, Kratzer - M. Gastiger, P. Gastiger, Ebner, F. Romano, Triboulet | Roubaix Arbitrage : G. Jandin | Roubaix Arbitrage : G. Jandin |

| Finale 1914   | Olympique lillois (USFSA)                                                                            | 4 - 1   | Vie au Grand Air du Médoc (FCAF)                                                                        |                                     |                                     |
| 26 avril 1914 | Chandelier ? · Six ?                                                                                 |         | ? Sample                                                                                                | Charenton Arbitrage : J. Thibaudeau | Charenton Arbitrage : J. Thibaudeau |
| 26 avril 1914 | Carpentier - Degouve, Jouvel - Gravelines, Ducret, Montagne - Vignoli, Six, Eloy, Chandelier, Mollet | Équipes | Marcé - Kiefer, Rodel - Ed. Gasqueton, Clark, Moreau - Et. Gasqueton, Tulloch, Dupeyron, Sample, Angoso | Charenton Arbitrage : J. Thibaudeau | Charenton Arbitrage : J. Thibaudeau |

## Personnalités

### Joueurs

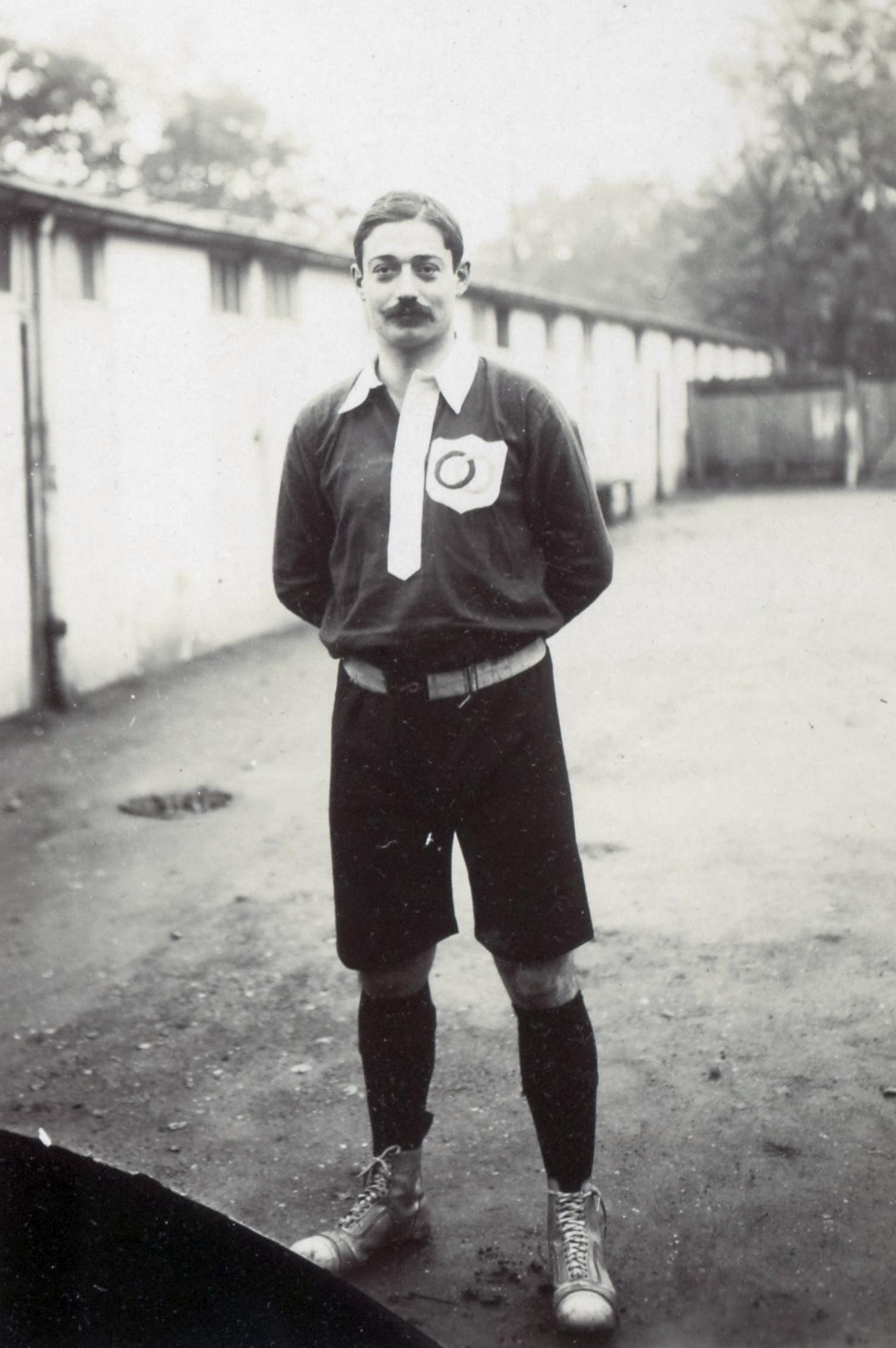
Pierre Allemane en 1906, international français vice-champion avec le Club français en 1900 et champion avec le RC France en 1907.

De 1894 à 1901, seuls quatre clubs terminent champion ou vice-champion : le Standard AC, les White Rovers, Le Havre AC et le Club français. Si les trois premiers sont composés majoritairement de Britanniques pionniers du football en France, le quatrième accueil surtout des joueurs français. Le Standard AC remporte les premiers titres grâce à des joueurs comme le père et le fils Wynn, Hicks, les frères Alfred-Adrien et Neuville Tunmer, Leguillard, le seul français du premier titre de 1894, ou encore William Attrill, seul joueur encore présent lors du titre de 1901. Les White Rovers, quatre fois vice-champion, comptaient entre autres dans leurs rangs les frères Wood, dont Jack, qui devient aussi arbitre, officiant notamment lors des finales de 1902, 1903 et 1905. Le Havre AC gagne deux fois le championnat avec la présence en 1900 de Charles Wilkes, futur international français, qui joue avec son frère Alfred.
Au total Georges Garnier, Pierre Allemane, Eugène Fraysse, Lucien Huteau et Fernand Canelle seront les cinq joueurs à pouvoir se prévaloir d'une distinction de vice-champion olympique et d'un titre de champion de France de football avant-guerre.

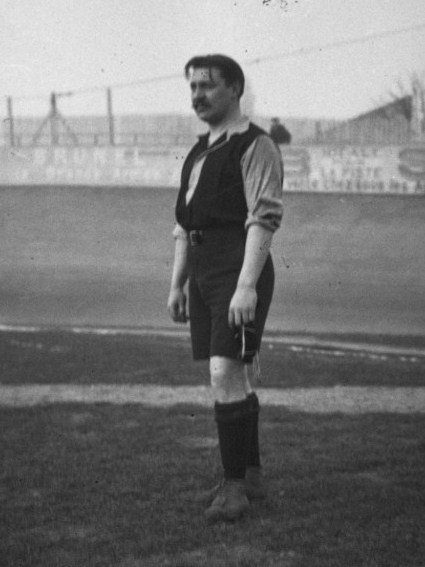
Léon Dubly en 1904, quadruple champion de France avec le RC Roubaix (1902 à 1904 et 1906).

Le Club français étant la seule société composée de Français à s'illustrer sur cette période, plusieurs de ses membres sont choisis pour représenter la France aux Jeux olympiques d'été de 1900 à Paris. L'ossature de l'équipe championne en 1896 puis trois fois vice-championne de 1898 à 1900 compose l'équipe : le gardien Lucien Huteau, qui n'encaisse que deux buts la saison du titre à seulement 17 ans, l'avant Georges Garnier, qui prendra part aux trois premiers matchs officiels de l'équipe de France, Gaston Peltier, Eugène Fraysse, seulement 16 ans lors du titre de 1896 et auteur en 1897 avec Neuville Tunmer du Standard AC du premier ouvrage français relatif au football, Football association, et trois jeunes récemment entrés dans l'équipe, Louis Bach, Fernand Canelle et Pierre Allemane, vice-champion en 1900 et futur champion avec le RC France en 1907, les deux derniers devenant aussi internationaux,,.
Le RC Roubaix participe à toutes les finales de 1902 à 1908, pour cinq titres de champion. L'équipe connait peu de changements sur la période. L'arrière droit George Scott, un Britannique résidant à Roubaix pour raisons professionnelles, est le seul joueur du club à participer à toutes les finales et à remporter les cinq titres. Le gardien André Renaux remporte quatre titres, tandis que son frère Charles en gagne trois. L'avant Émile Sartorius ne manque que la finale de 1903. Il remporte donc lui aussi quatre titres, comme l'ailier gauche Georges Hargrave. Les avants André François et Albert Jenicot gagnent trois titres. Avec les frères Renaux, l'ossature de l'équipe roubaisienne est aussi formée par la fratrie Dubly, dont les sept frères sont tous sportifs. Cinq d'entre autres participent aux finales du club : Albert, André, Léon, Maurice et Jean, seul André n'étant pas champion. Le sixième, Jules, est quant à lui champion avec l'US tourquennoise en 1910. Le cadet, Raymond, ne rejoint le club qu'en 1911 et ne participe pas aux finales.

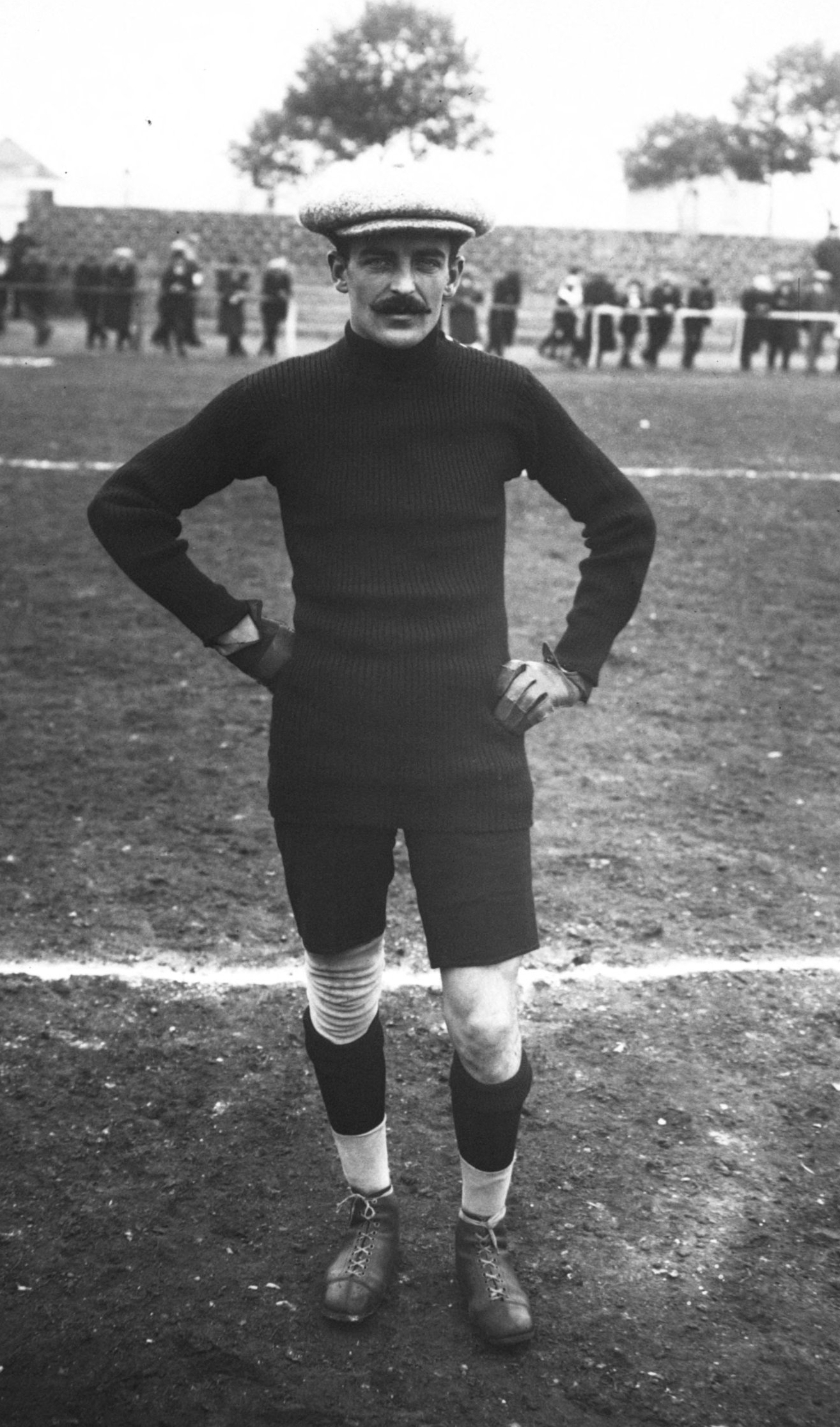
Le gardien Andreas Scheibenstock en 1919, champion de France avec le Stade helvétique de Marseille en 1909.

Après la domination des Britanniques dans les années 1890, les Suisses du Stade helvétique de Marseille remportent trois titres entre 1909 et 1913. Cinq joueurs en gagne deux : Eugen Hippenmeier, les deux frères Hattenschwyler, Baïerle et René Scheibenstock. Comme les frères Dubly, la fratrie Scheibenstock compte d'autres footballeurs. Andreas et Henri remportent eux aussi un titre avec le SH Marseille, tandis que le cadet Charley devient vice-champion avec l'Olympique de Marseille en 1919. Le titre de 1912 du Stade raphaëlois est encore une histoire de famille, puisque l'équipe composée de plusieurs Britanniques compte les trois frères Sergent et leur beau-frère Wallace, Victor ayant déjà remporté le championnat en 1907 avec le RC France.

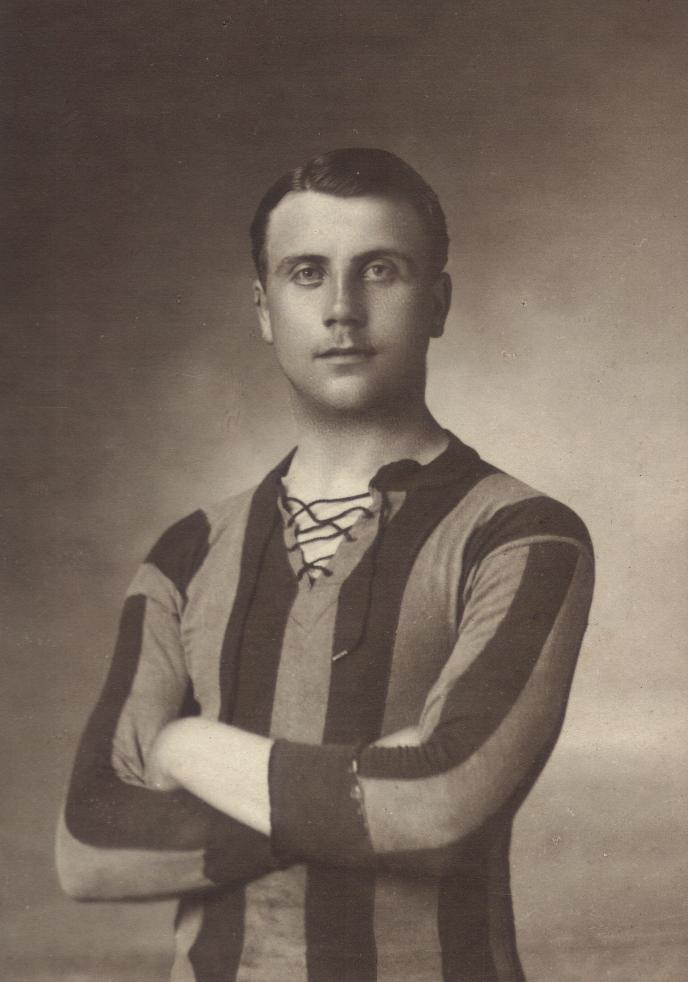
Alphonse Six, international belge champion de France avec l'Olympique lillois en 1914.

Parmi les joueurs champion de France, quelques-uns se sont ensuite investie dans la diffusion du football. Ainsi, le Sétois Georges Bayrou devient champion avec les Parisiens du Gallia Club en 1905 avant de devenir un dirigeant important du FC Sète. Il participe activement à la mise en place en 1932 du championnat de France professionnel par le Groupement des Clubs autorisés, qu'il préside fin 1953 avant de décéder. Le deuxième grand acteur du football en France champion de France est le Nordiste Gabriel Hanot. Titré avec l'US tourquennoise en 1910, il occupe le poste de sélectionneur de l'équipe de France aux côtés de Gaston Barreau de décembre 1945 au 16 juin 1949. Il devient aussi journaliste sportif au Miroir des Sports puis à L'Équipe, et est à l'origine de la création de la Ligue des champions, la plus importante compétition européenne de clubs, et du Ballon d'or, la distinction la plus honorifique du football.
Les performances des joueurs dans le championnat de France de l'USFSA leur permet de se faire remarquer par le comité de sélection de l'équipe de France, géré par l'USFSA, et d'y gagner leur place dans l'équipe nationale. Toutefois, à cause du conflit entre l'USFSA et le CFI, les footballeurs de l'Union ne peuvent plus être sélectionnés entre 1908 et 1913. Ils sont ainsi trente joueurs à avoir remporté le championnat de France et à avoir porté le maillot de l'équipe de France. Le Nord est alors un vivier important de l'équipe de France, avec dix-neuf de ces internationaux proviennent provenant du RC Roubaix, de l'US tourquennoise et de l'Olympique lillois. Le champion de France le plus capé est Jean Ducret avec vingt sélections, suivi de Gabriel Hanot avec douze, Henri Moigneu et Marcel Vanco avec huit et Pierre Allemane avec sept. Outre les internationaux français, un international belge a aussi remporté le championnat, Alphonse Six, huit buts pour neuf sélections. Aucun des Britanniques et des Suisses champion de France n'ont été sélectionnés par leur équipe nationale.

### Dirigeants
De 1894, date de création du championnat, à la fin des années 1910, peu de dirigeants se consacrent exclusivement au football, que ce soit au sein de l'USFSA ou des clubs, qui sont omnisports. De ce fait, les tâches administratives sont directement assurées par les joueurs eux-mêmes. L'USFSA siégeant à Paris, la commission de football de l'USFSA est donc composée de joueurs issus des différents clubs parisiens.
Les Britanniques résidant à Paris, déjà responsables de la création des premiers clubs comme le Standard Athletic Club ou les White Rovers, vont aussi administrer le football français. Sur les 83 membres de la commission de football répertoriés par Julien Sorez entre 1894 et 1910, 29 sont Britanniques, pour un Belge et 53 Français, soit environ un tiers de Britanniques. Ainsi, Jack Wood (White Rovers), William Attrill ou encore Neuville Tunmer (Standard AC), siègent pendant les quatre premières années de la commission. Ce dernier est remplacé par son frère Alfred-Adrien, alors capitaine du RC France, qui devient un membre incontournable de la commission. L'influence britannique se fait par exemple ressentir sur l'organisation du championnat, puisque c'est Neuville Tunmer qui propose pour la saison 1896 que soit adoptée une formule de championnat sur le modèle choisi par la Fédération anglaise de football.

## Palmarès et statistiques

### Championnat de France saison par saison
| Saison                                                        | Vainqueur ou champion | Finaliste ou vice-champion | Score            | Lieu de la finale ou du barrage                |
| ------------------------------------------------------------- | --------------------- | -------------------------- | ---------------- | ---------------------------------------------- |
| 1894                                                          | Standard AC (1)       | White Rovers               | 2 - 2 / 2 - 0    | Courbevoie                                     |
| 1895                                                          | Standard AC (2)       | White Rovers               | 3 - 1            | Paris                                          |
| 1896                                                          | Club français (1)     | White Rovers               | -                | Formule championnat - Pas de finale            |
| 1897                                                          | Standard AC (3)       | White Rovers               | 3 - 2            | Formule championnat - Match de barrage         |
| 1898                                                          | Standard AC (4)       | Club français              | 3 - 2            | Formule championnat - Match de barrage         |
| 1899                                                          | Le Havre AC (1)       | Club français              | -                | Forfait du Club français - Pas de finale       |
| 1900                                                          | Le Havre AC (2)       | Club français              | 1 - 0            | Bécon les Bruyères                             |
| 1901                                                          | Standard AC (5)       | Le Havre AC                | 1 - 1 ap / 6 - 1 | Bécon les Bruyères / Stade de Sanvic, Le Havre |
| 1902                                                          | RC Roubaix (1)        | RC France                  | 4 - 3 ap         | Bécon les Bruyères                             |
| 1903                                                          | RC Roubaix (2)        | RC France                  | 2 - 2 ap / 3 - 1 | Parc des Princes, Paris / Lille                |
| 1904                                                          | RC Roubaix (3)        | United SC                  | 4 - 2            | Lille                                          |
| 1905                                                          | Gallia Club (1)       | RC Roubaix                 | 1 - 0            | Parc des Princes, Paris                        |
| 1906                                                          | RC Roubaix (4)        | CA Paris                   | 4 - 1            | Tourcoing                                      |
| 1907                                                          | RC France (1)         | RC Roubaix                 | 3 - 2            | Parc des Princes, Paris                        |
| 1908                                                          | RC Roubaix (5)        | RC France                  | 2 - 1            | Tourcoing                                      |
| 1909                                                          | Stade helvétique (1)  | CA Paris                   | 3 - 2            | Stade du Matin, Colombes                       |
| 1910                                                          | US tourquennoise (1)  | Stade helvétique           | 7 - 2            | Parc des Princes, Paris                        |
| 1911                                                          | Stade helvétique (2)  | RC France                  | 3 - 2            | Stade de l'Huveaune, Marseille                 |
| 1912                                                          | Stade raphaëlois (1)  | AS française               | 2 - 1 ap         | Stade du Matin, Colombes                       |
| 1913                                                          | Stade helvétique (3)  | FC rouennais               | 1 - 0 ap         | Stade des Bruyères, Rouen                      |
| 1914                                                          | Olympique lillois (1) | Olympique de Cette         | 3 - 0            | Stade de la Légion Saint-Michel, Paris         |
| Championnat interrompu pour cause de Première Guerre mondiale |                       |                            |                  |                                                |
| 1919                                                          | Le Havre AC (3)       | Olympique de Marseille     | 4 - 1            | Stade de la Cavée Verte, Le Havre              |

### Championnat de France par titre
| Rang | Club              | Région          | Titres | Années                       |
| ---- | ----------------- | --------------- | ------ | ---------------------------- |
| 1    | Standard AC       | Paris           | 5      | 1894, 1895, 1897, 1898, 1901 |
| 1    | RC Roubaix        | Nord            | 5      | 1902, 1903, 1904, 1906, 1908 |
| 3    | Le Havre AC       | Haute-Normandie | 3      | 1899, 1900, 1919             |
| 3    | Stade helvétique  | Littoral        | 3      | 1909, 1911, 1913             |
| 5    | Gallia Club       | Paris           | 1      | 1905                         |
| 5    | Club français     | Paris           | 1      | 1896                         |
| 5    | RC France         | Paris           | 1      | 1907                         |
| 5    | Olympique lillois | Nord            | 1      | 1914                         |
| 5    | Stade raphaëlois  | Côte d'Azur     | 1      | 1912                         |
| 5    | US tourquennoise  | Nord            | 1      | 1910                         |

| Standard AC | Club français | Le Havre AC | RC Roubaix | Gallia Club | RC France | S. helvétique | US Tourcoing | S. raphaëlois | O. lillois |

### Championnats régionaux
Le tableau suivant donne les champions de chaque comité régional de football de l'USFSA en France métropolitaine.
En plus du championnat de France, l'USFSA organise de 1912 à 1919 un championnat d'Afrique du Nord pour les vainqueurs des comités régionaux d'Afrique française du Nord. La première édition a lieu le 28 avril 1912 et voit la victoire en finale du Football Club blidéen.